# Platynus spectans
Platynus spectans is een keversoort uit de familie van de loopkevers (Carabidae). .